# 강능화
강능화는 조선민주주의인민공화국의 탁구 선수였다. 1967년 스웨덴 스톡홀름에서 개최된 세계선수권대회 단체전에서 정량웅, 김창호, 김정삼, 박신과 함께 은메달을 획득하였다.